# Masdevallia icterina
Masdevallia icterina är en orkidéart som beskrevs av Willibald Königer. Masdevallia icterina ingår i släktet Masdevallia och familjen orkidéer. Inga underarter finns listade i Catalogue of Life.